# Parametrypa viettei
Parametrypa viettei är en insektsart som först beskrevs av Lucien Chopard 1958.  Parametrypa viettei ingår i släktet Parametrypa och familjen syrsor. Inga underarter finns listade i Catalogue of Life.